# XFM (Danemark)
Pour les articles homonymes, voir Xfm (homonymie).
XFM est une station de radio associative universitaire danoise. Lancée en février 1987, elle est animée par des étudiants de l'Université technique du Danemark. Elle dispose de deux fréquences en FM, à Copenhague (107.4 MHz) et à Lyngby (95.5 MHz), où sont implantées les principales infrastructures de l'université. Le flux de la station est également diffusé en streaming sur internet.
Baptisée Radio Radiator au moment de sa création, la station prend ensuite le nom de Radio NRG, puis XFM. Se définissant comme « De Ingeniørstuderendes Lokalradio i Lyngby-Taarbæk » (La radio locale des élèves-ingénieurs de Lyngby-Taarbæk), elle est en principe entièrement gérée par des bénévoles, même si elle a parfois dû rémunérer quelques personnes, affectées à des tâches administratives. Nombre des bénévoles sont des élèves ou des anciens élèves de l'Université technique du Danemark.
XFM s'adresse en priorité aux jeunes, qu'ils soient ou non étudiants. Sa grille des programmes comprend des magazines, des reportages tournés sur le campus, des informations et des services pratiques, mais avant tout beaucoup de musique. De nombreux genres sont représentés, depuis le rock jusqu'aux musiques électroniques, en passant par le RnB, le reggae ou le drum and bass.